# 오오카미카쿠시
오오카미카쿠시(일본어: おおかみかくし)는 코나미 디지털 엔터테인먼트로부터 2009년 8월 20일에 발매된 플레이 스테이션 포터블(PSP)용 어드벤처 게임이며, 더불어 이를 바탕으로 제작된 동명의 애니메이션을 뜻하기도 한다.
게임 제작 당시, 원안과 감독을 쓰르라미 울 적에와 괭이갈매기 울 적에로 유명한 용기사07이 맡았으며, 캐릭터 디자인은 로젠메이든, 캐릭캐릭 체인지로 유명한 PEACH-PIT가 담당하였다. 2010년 1월부터 3월까지 원작 게임을 바탕으로 한 애니메이션이 방영되기도 하였다.

## 스토리
산간에 있는 뉴 타운인 '죠가 마을'(嫦娥町)은 하천에 의해 구 시가와 신 시가로 나뉘어 있다. 이 골목에 온 전학생인 쿠즈미 히로시는 새로운 환경에 당황하면서도, 언제나 즐거운 나날을 보내고 있었다. 그런 가운데, 학급 반장인 쿠시나다 네무루가 충고한다. '구 시가에는 가까이 하지 말라'고.

## 등장 인물
쿠즈미 히로시(九澄 博士)
성우 - 코바야시 유우
부친의 사정으로 죠가 마을로 이사 온 고등학교 1학년생으로, 이 작품의 주인공이다. 이 마을에 온 이후 갑자기 응석을 받고 비위를 맞추는 주위 모습에 당황하고 있다.
쿠시나다 네무루(櫛名田 眠)
성우 - 이세 마리야
학급 반장을 맡고 있으며, 주위로부터 경의를 표해지는 소녀이다. 모두가 히로시를 환영하는 가운데 혼자서만 차가운 시선을 보이고 있다.
츠무하나 이스즈(摘花 五十鈴)
성우 - 카토 에미리
히로시의 이웃 겸 클래스메이트로 쾌활하고 인기도 좋지만, '폭주 천사'라는 이름에 결코 뒤지지 않는 행동파 소녀이다.
쿠즈미 마나(九澄 マナ)
성우 - 후지타 사키
히로시의 여동생으로 초등학교 6학년생이다. 사고로 인해 양 다리를 움직이는 것이 부자연스러우며, 오빠인 히로시와 함께 가사를 분담하고 있다.
아사기리 카나메(朝霧 かなめ)
성우 - 후치가미 마이
히로시와 이스즈의 클래스메이트로 외형은 차분한 면이지만, 은근히 정곡을 찌르는 발언을 잘 하는 것이 특징이다.
마나 카오리(真那 香織)
성우 - 고토 유코
죠가 마을에선 조금 유명한 인물로, 그녀가 연주하는 바이올린의 음색은 지나가던 사람의 길도 무심코 멈추게 할 정도의 아름다움을 지니고 있다.
사카키 슌이치로(賢木 儁一郎)
성우 - 유사 코우지
단정한 용모의 모습이지만, 어딘가 어둠의 구석이 있는 청년이다. 마을의 이곳저곳에 출몰하여 무언가를 열심히 찾고 있는 것으로 보인다.
쿠즈미 마사아키(九澄 正明)
성우 - 후지와라 케이지
히로시와 마나의 아버지로 소설 외에도 민욕, 역사에 대한 저서를 가지고 있다. 죠가 마을의 풍토나 문화에 대해 흥미를 가지고 있다.
츠무하나 잇세이(摘花 一誠)
성우 - 오카모토 노부히코
이스즈의 오빠로 대학생이다. 단정한 용모에 상냥하게 대하는 성격을 가지고 있으며, 이로 인해 팬클럽이 생길 정도로 인기가 많다.
와시우 미유키(鷲羽 美幸)
성우 - 코니시 카즈유키
히로시의 반의 담임선생님이자 체육 교사로, 여성스런 이름에 반해 숫소를 연상시킬 정도의 씩씩함과 숨막힐 듯이 더운 웃는 얼굴이 특징이다.
쿠시나다 시게츠쿠(櫛名田 重次)
성우 - 타치키 후미히코
죠가 의료 센터의 원장으로, 전문으로 병리학을 연구하고 있으며 약학, 임상 심리학에도 능통하고 있다. 상냥한 성격에 환자와의 신뢰도도 매우 높은 편이다.
쿠시나다 쥬우조(櫛名田 重三)
성우 - 오오키 타미오
죠가 마을의 대표격인 사람으로, 현지의 실력자이기도 하다. 완고하고 보수적인 면을 가졌으며, 신규 이주자나 신 시가의 조성을 달갑지 않게 여기고 있다.

## 애니메이션
2009년 8월 24일에 공식 사이트를 통해 애니메이션의 제작을 발표하였으며, 2010년 1월부터 도쿄 방송(TBS)을 비롯 한 여러 지역방송국에서 방송을 시작 할 예정이다. 애니메이션 제작은 AIC가 담당한다.

### 스태프
- 원작: 코나미 디지털 엔터테인먼트
- 원작 원안: 용기사07
- 기획: 무라카미 히토시, 이와자키 아츠시, 미우라 토루, 후토노 나오히로, 신쥬쿠 고로, 사사키 시로, 카네코 카즈시
- 캐릭터 원안: PEACH-PIT
- 감독: 타카모토 노리히로
- 조감독: 키타하타 토루
- 시리즈 구성: 마치다 토우코
- 애니메이션 캐릭터 디자인・총작화감독: 와타나베 아츠코
- 메인 애니메이터: 후루카와 히데키
- 프롭 디자인: 에마 카즈타카
- 미술 감독: 히가시 쥰이치, 아사미 토모야
- 색채 설계: 스즈시로 루미코
- 컴포지트 디렉터 (촬영 감독): 카토 토모노부
- 비주얼 이펙트: 츠다 료스케
- CG 프로듀서: 마츠우라 유이
- 편집: 미기야마 쇼타
- 음향 감독: 하타 쇼지
- 음악: 오자와 타쿠미
- 음악 프로듀서: 노자키 케이이치, 모리 야스노리
- 음악 제작: 플라잉 독
- 프로듀서: 타나카 타케시, 카토 마사즈미, 오기 지유, 카나니와 코즈에, 히라타 테츠, 코마츠 시게아키, 아이다 타케이치로
- 애니메이션 프로듀서: 오카무라 시게히사, 사키카와 유키야
- 애니메이션 제작: AIC
- 제작 협력: 미디어 팩토리, AIC, 무빅, 닥스 프로덕션, 플라잉 독, 포니캐년 엔터프라이즈
- 제작: 嫦娥町役場, TBS

### 주제가
오프닝 테마 - 시간의 저편 환상의 하늘(時の向こう 幻の空)
작사・작곡・편곡 : 카지우라 유키 / 노래 : FictionJunction
엔딩 테마 - 월도-Tsukishirube-(月導-Tsukishirube-)
작사・작곡・편곡 : 오자와 타쿠미 / 노래 : 난리 유우카

## 웹 라디오
TV 애니메이션의 방영 개시를 앞두고 JTTB 죠가 마을 관광협회 방송(일본어: JTTB 嫦娥町観光協会放送)이라는 타이틀로 2009년 12월 18일부터 인터넷 라디오 전문 채널인 애니메이트 TV를 통해 매주 금요일마다 갱신되고 있다. 진행은 쿠즈미 히로시 역의 코바야시 유우와 마나 카오리 역의 고토 유코가 담당하고 있다.